# Сланкамен
Сланкамен (лат. Acumincum, мађ. Szalánkemén) је насељено место у Срему, Србија. Некада је то било једно насеље, а данас га чине два различита али повезана насеља: Стари Сланкамен и Нови Сланкамен, са укупно 4.125 становника (2002). У околини се налази и више викенд насеља. Сланкамен је између осталог познат по бањи, рибљим специјалитетима, вину и лепим плажама.

## Географија
Стари Сланкамен се налази на Дунаву, у подножју огранака Фрушке горе, на надморској висини од 80 m, 55 km северозападно од Београда. Преко пута Старог Сланкамена се Тиса улива у Дунав a са брежуљака изнад насеља виде се равнице Бачке и Баната. Са Фрушке горе и Дунава струји свеж и чист ваздух, а околне шуме штите од летњих врућина. Нови Сланкамен се налази на лесној заравни на надморској висини од 139 m, 16 km источно од Инђије.

## Историја
Археолошка ископавања показују да је на обали Дунава код Сланкамена постојало насеље још у антици. У гвозденом добу овде су живели Скордисци, келтско племе које није било етнички чисто него измешано са Илирима и Трачанима. Током панонских ратова (35-10. п. н. е.) ово подручје освајају Римљани и држе га до VI века. Насеље носи име Acumincum, што је латинизован келтски назив. У сланкаменском крају 357—359. године борави цар Констанције II и успешно ратује против прекодунавских Сармата, Свева и Квада. Римска управа над Сремом престаје почетком V века, под налетом Хуна. Затим се смењују владавине Острогота, Гепида, Византије, Авара, Бугара, поново Византије и Угарске наизменично. Византија се дефинитивно повлачи 1180. године, а Угарска влада следећих четири века. Сланкамен се помиње као утврђено место 1072, 1189, 1287. итд.
Словени рано насељавају ове крајеве: у Сланкамену су нађени њихови гробови из XI и XII века. У Сланкамену је рођен наследник Светог Саве архиепископ Арсеније (1234—1263). Сланкамен припада Сремској краљевини којом влада краљ Драгутин (1282—1316), а добијају га на доживотно уживање деспоти Стефан Лазаревић (1404) и Ђурађ Бранковић (1427).
1400. године помиње се католичка црква Блажене деве Марије. Православна црква Светог Николе подигнута је, према предању, 1468. године од стране Вука Гргуревића (Змај Огњени Вук), који је користио Сланкамен као базу за четовање против Турака. Позната је књига Апостол из Сланкамена (1514). Црква је споменик културе Војводине од изузетног значаја.
Турци га дефинитивно освајају 1526. године и одводе српско становништво у села око Истанбула. Убрзо га насељавају Срби који беже из Угарске. Тврђава са посадом и даље постоји, али је лоше одржавана пошто је Сланкамен дубоко у унутрашњости царства.
Велики турско-аустријски рат одлучен је битком код Сланкамена 19. августа 1691. године, где је Лудвиг Вилхелм Баденски победио Мустафа пашу Ћуприлића, великог везира. У аустријској војсци борио се и велики одред Срба. У спомен ове битке подигнут је 1892. монументалан споменик. Том приликом певао је хор којим је дириговао Стеван Мокрањац, а на споменику су исписани стихови Змај Јове Јовановића: „И хвала и слава јунацима врлим, падом уздигнутим, смрћу неумрлим“.
Карловачким миром граница је повучена тик уз Сланкамен, који је припао Аустрији.
Половином XVIII века Сланкамен, са православним становништвом, укључен је у Војну крајину, где остаје до њеног укидања 1881. године. 1783. основан је Нови Сланкамен, ради јачања Војне крајине. Први становници били су Хрвати из Далмације и Лике, а затим су досељени Немци и Словаци.
1918. Сланкамен је припао Краљевини СХС, а 1929. Дунавској бановини. У Другом светском рату држала га је НДХ.

## Сланкаменска тврђава
Тврђава чији се остаци данас виде, први пут се спомиње 1072. године под називом Castrum Zalankemen. По предању ју је у XIII веку, као феудални посед, држао српски Драгутин Немањић, зет угарског краља. Од 1425. године припада српским деспотима Стефану Лазаревићу и Ђурђу Бранковићу.
1451. године Јанош Хуњади постаје губернатор (регент малолетном угарском краљу Ладиславу) и због сукоба са Ђурђем Бранковићем, одузима му поседе у Угарској, међу њима и Сланкамен.
Од 1498. године, Сланкамен припада Иванишу Корвину. У време пред саму навалу Турака град припада мађарском краљу. Турци га заузимају на јуриш 1521. године. По извештајима путописаца из XVI века, градске зидине су осим пространог горњег града опасивале и велико подграђе. 1691. године Турци су претрпели тежак пораз у близини Сланкамена, и тада уз велике територије губе и овај град. Према извештајима из периода који је непосредно следио (1702. година), град је већ тада био у рушевинама.

## Бања у Старом Сланкамену
У Старом Сланкамену налазе се извори минералне воде, са температуром од 18,4 °C, која садржи лековите компоненте натријум-хлорид, јод, магнезијум, калцијум, стронцијум и баријум. Ова вода се одавно не користи.
Лечилиште на обали Дунава у Старом Сланкамену је постојало још у турско доба. Бања је најстарија у Војводини, изграђена 1906. године. Савремени развој је почео 1964. године, када је изграђена нова болничка зграда. Специјална болница „Др Боривоје Гњатић“ уз модерну технологију и оспособљено људство спада у ред врхунских установа за посттрауматска стања и неуролошка обољења.

## Демографија
Према попису из 2002. године у Старом Сланкамену живи 704 особе, већином српске националности (72%). Нови Сланкамен има 3.421 становника и већину такође чине Срби (76%). Затим следе Хрвати (22%), те у мањем броју Роми, Мађари, Словаци и Немци.
Средином деведесетих година 20. века из Сланкамена се одселио велики број Хрвата а доселио се знатан број Срба из Босне и Херцеговине и Хрватске, као и са Космета. Према попису из 1991. године Хрвати су у Новом Сланкамену чинили око 66%, док су Срби чинили око 31% становништва. У Старом Сланкамену Хрвати су чинили близу 39% становништва.

### Кретање броја становника
| Година          | 1961. | 1971. | 1981. | 1991. | 2002. |
| Стари Сланкамен | 778   | 756   | 638   | 575   | 674   |
| Нови Сланкамен  | 4.372 | 4.005 | 3.210 | 2.977 | 3.421 |

### Познате личности
- Арсеније I Сремац (†1266), српски архиепископ
- Радослав Челник, сремски војвода из XVI века
- Ђорђе Натошевић (1821—1887), педагог, писац
- Фрања Петриновић (1957), књижевник

## Култура
- КУД „Боривоје Гњатић“ Стари Сланкамен
- КУД „Ђорђе Натошевић“ Нови Сланкамен
- ХКПД „Стјепан Радић“ Нови Сланкамен, основано 1902.

## Спорт
- КК „Дунав“
- ФК „Дунав“

## Галерија
- Католичка црква у Старом Сланкамену
- Православна црква у Новом Сланкамену
- Католичка црква у Новом Сланкамену
- Споменик битке код Сланкамена